# NGC 623
NGC 623 (други обозначения – ESO 353 – 23, MCG -6-4-52, PGC 5898) е елиптична галактика (E) в съзвездието Скулптор.
Обектът присъства в оригиналната редакция на „Нов общ каталог“.